# Gare de Mokpo
La gare de Mokpo (hangeul : 목포역 ; hanja : 木浦驛 ; RR : Mokpo-yeok ; MR : Mokp'o-yŏk) est une gare ferroviaire de la ligne Honam. Elle est située à Mokpo, dans la province du Jeolla du Sud en Corée du Sud. C'est la gare la plus à l'ouest du pays en étant dan la partie sud-ouest de la péninsule coréenne. 
Cette station est le dernier arrêt de la ligne Honam. Elle est utilisée par les voyageurs en correspondance pour les îles de Jeju, Heuksan et Hong. 
Mise en service en 1913, elle est notamment desservie par les train KTX, locaux et de fret.

## Histoire
La gare est mise en service le 15 mai 1913.